# Cerzat
Cerzat är en kommun i departementet Haute-Loire i regionen Auvergne-Rhône-Alpes i centrala Frankrike. Kommunen ligger i kantonen Lavoûte-Chilhac som tillhör arrondissementet Brioude. År 2022 hade Cerzat 212 invånare.

## Befolkningsutveckling
Antalet invånare i kommunen Cerzat
| Referens: INSEE |